# Willy Brokamp
Willy Brokamp (Kerkrade, 25 februari 1946) is een voormalig Nederlands profvoetballer en horecaondernemer.

## Jeugdjaren
Brokamp is geboren en getogen in het Limburgse Chevremont, een voormalig dorp en huidige wijk in de gemeente Kerkrade. Brokamp speelde vanaf zijn achtste jaar bij plaatselijke voetbalclub RKVV Chevremont, een club die toen op het hoogste amateurniveau speelde. Zijn talent viel al snel op: hij speelde in jeugdelftallen met veel oudere dorpsgenoten. Op zijn veertiende wilde de club hem al in het eerste elftal van de club opstellen, wat verboden werd door de KNVB: de minimumleeftijd is vijftien jaar. Willy was intussen bekend geworden in de regio en daarom stond journalist Jean Nelissen op de stoep voor een interview. De 15-jarige Brokamp zei dat hij “helemaal geen zin heeft in een interview”. Hij stond in de belangstelling van Ajax en PSV, maar koos voor een club dichter bij huis: MVV.

## Carrière
Brokamp debuteerde op zijn achttiende in het eerste van MVV, in een uitwedstrijd tegen Heracles. Na een aantal wedstrijden zaten de scouts van onder andere Ajax en PSV weer op de tribune, maar Brokamp weigerde te vertrekken uit het voor hem gezellige en gemoedelijke Maastricht. In 1970 werd Brokamp met MVV poulewinnaar in de Intertoto Cup door tien punten te behalen in groep A4.
Op 28 januari 1970 debuteerde Brokamp met een doelpunt na vijf minuten spelen voor het Nederlands elftal, in en tegen Israël (1–0 winst). Zijn laatste interland was al drie jaar later: op 12 september 1973 speelde hij in en tegen Noorwegen (2–1 winst). In totaal speelde Brokamp zes interlands, waarin hij even vaak scoorde.
In datzelfde jaar was Brokamp dicht bij een transfer naar Feyenoord, maar MVV wist hem te behouden: ze hielpen hem met het overnemen van café “Aux Pays Bas” aan het Vrijthof in Maastricht, een belangrijk pré voor horecaliefhebber Brokamp. Verder werd het jaar afgesloten met een gedeelde eerste plaats in het topscorersklassement met achttien doelpunten en werd hij verkozen tot Voetballer van het Jaar.
Een jaar later vertrok Brokamp dan toch: hij ging spelen voor Ajax. In de twee jaar bij Ajax kwam hij tot achtenveertig competitieduels, twintig competitiedoelpunten en vijf Europacup-duels. Brokamp vertrok na twee seizoenen weer naar MVV. Dat seizoen was het eerste seizoen van MVV dat ze niet op het hoogste niveau speelden en Brokamp ergerde zich aan het niveau van het team: de nacompetitie werd gehaald maar niet gewonnen. Dat seizoen stopte hij op 31-jarige leeftijd met voetbal. Aan het einde van het seizoen 1977/78 speelde hij nog vier wedstrijden mee en scoorde daarin twee keer.

## Rebels gedrag
Veel mensen zeggen dat Brokamp de beste voetballer uit Limburg ooit is geweest, maar dat hij nooit is doorgebroken door zijn rebelse gedrag in en om het veld. In de tien seizoenen bij MVV kon hij het eigenlijk maar met een trainer goed vinden: George Knobel. Zijn andere trainers hamerden te veel op discipline, iets waarin Brokamp zich niet wilde verbeteren.
Verder hield hij er een wild uitgaansleven op na. Brokamp zat bij de voorselectie van vierentwintig spelers voor het wereldkampioenschap 1974, maar werd niet geselecteerd wegens gebrek aan mentaliteit. Toen hij in 1974 voor Ajax ging spelen regelde de club een huis ver van het uitgaanscentrum af. Daar vond hij echter snel iets op: hij betrok een appartement in de buurt van het Leidseplein, zonder dat Ajax daar iets van afwist. Het gerucht gaat dat hij in het seizoen 1975/76 voor een ochtendtraining van trainer Rinus Michels in een galakostuum aankwam, omdat hij rechtstreeks van een bruiloftsfeest kwam.

## Horeca
Brokamp zit al sinds zijn vijfentwintigste in de horeca: hij heeft sinds 1999 een hotel-restaurant, “In Kanne en Kruike”, in het Belgische dorpje Kanne, net over de grens bij Maastricht. Verder bezit hij café “Aux Pays Bas” op het Vrijthof in Maastricht, dat hij verhuurt.

## Statistieken
| Seizoen | Club | Land      | Competitie     | Wedstrijden | Doelpunten |
| ------- | ---- | --------- | -------------- | ----------- | ---------- |
| 1964/65 | MVV  | Nederland | Eredivisie     | 29          | 10         |
| 1965/66 | MVV  | Nederland | Eredivisie     | 27          | 13         |
| 1966/67 | MVV  | Nederland | Eredivisie     | 30          | 13         |
| 1967/68 | MVV  | Nederland | Eredivisie     | 27          | 10         |
| 1968/69 | MVV  | Nederland | Eredivisie     | 30          | 11         |
| 1969/70 | MVV  | Nederland | Eredivisie     | 33          | 16         |
| 1970/71 | MVV  | Nederland | Eredivisie     | 25          | 10         |
| 1971/72 | MVV  | Nederland | Eredivisie     | 31          | 12         |
| 1972/73 | MVV  | Nederland | Eredivisie     | 34          | 19         |
| 1973/74 | MVV  | Nederland | Eredivisie     | 31          | 9          |
| 1974/75 | Ajax | Nederland | Eredivisie     | 31          | 13         |
| 1975/76 | Ajax | Nederland | Eredivisie     | 24          | 10         |
| 1976/77 | MVV  | Nederland | Eerste divisie | 32          | 15         |
| 1977/78 | MVV  | Nederland | Eerste divisie | 4           | 2          |
| Totaal  |      |           |                | 388         | 163        |

## Erelijst
| Intertoto Cup | 1x | Poulewinnaar in 1970 |

## Trivia
- Brokamp werd ook wel “De Witte” genoemd, vanwege zijn helblonde haardos die in wedstrijden op en neer wapperde. Een andere bijnaam was "De blonde pijl".